# Hyperacrius
Hyperacrius é um género de roedor da família Cricetidae.

## Espécies
- Hyperacrius fertilis (True, 1894)
- Hyperacrius wynnei (Blanford, 1881)